# Stikstofgenerator
Een stikstofgenerator is een apparaat dat in staat is al dan niet zuivere distikstof te genereren onafhankelijk van een gespecialiseerde stikstoffabriek.
Distikstof wordt in de fabriek gemaakt door lucht (78% N2 + 21% O2) vloeibaar te maken en hier vervolgens stikstof uit te destilleren. 
Op vele plaatsen maakt men gebruik van stikstofgas en in het verleden werd deze stikstof dan in gasflessen aangevoerd. Nadeel is dat men afhankelijk is van de aanvoer van (flessen) stikstofgas. Daarom zijn er inert gas generatoren op de markt gekomen. Dit zijn apparaten die hoofdzakelijk uit een verbrandingsmotor bestaan. Door de buitenlucht door de verbrandingsmotor te leiden wordt (het grootste deel van) de zuurstof verwijderd en aangezien lucht voor 78 % uit stikstof bestaat, bestaan de uitlaatgassen van deze verbrandingsmotor bijna geheel uit stikstof. Helaas zitten er ook nevenproducten (zoals zwavel) in deze uitlaatgassen, maar voor zijn doel was het uitlaatgas wel geschikt (bijvoorbeeld om de lucht uit ruimen van tankers te verdringen).
Stikstofmoleculen zijn groter dan zuurstofmoleculen (tegenwoordig vult men de auto- en caravanbanden vaak met stikstof) en kunnen daardoor minder snel door poriën heen. Zo zijn er tegenwoordig apparaten waarbij de buitenlucht langs een filter wordt geleid, dat de zuurstofmoleculen wel laat passeren, maar de stikstofmoleculen niet. Deze laatste generatoren worden in combinatie met een hogedrukcompressor steeds meer aan boord van offshore-installaties gebruikt. 